# Calystegia malacophylla
Calystegia malacophylla es una especie de planta herbácea perteneciente a la familia de las convolvuláceas.  

## Distribución y hábitat
Es endémica de California, donde crece en varias de las cadenas montañosas, incluida las montañas de la costa central y Sierra Nevada (Estados Unidos).

## Descripción
Es una hierba perenne rizomatosa que alcanza de 10 centímetros a casi un metro. Las hojas tienen vagamente la forma de riñón, con formas triangulares y puntiagudas, y llegan a unos pocos centímetros de longitud. El follaje se cubre con una capa corta de pelos blancos lanudos, dando a la planta una apariencia de color gris verdoso. La inflorescencia tiene una flor blanca solitaria que a veces está teñida de rosa o amarillo. La flor es de 2 a 4 centímetros de ancho cuando está abierta. 

## Taxonomía
Calystegia malacophylla fue descrita por (Greene) Munz y publicado en Supplement to a California Flora 85. 1968.
Etimología
Calystegia: nombre genérico que deriva de las palabras griegas: kalux = taza y stegos = cubierta.
malacophylla: epíteto latíno que significa "de hojas suaves"
Variedades aceptadas
- Calystegia malacophylla var. berryi (Eastw.) Brummitt
- Calystegia malacophylla var. deltoidea (Greene) Munz
- Calystegia malacophylla subsp. pedicellata (Jeps.) Munz

Sinonimia
- Calystegia fulcrata subsp. malacophylla (Greene) Brummitt
- Calystegia malacophylla var. malacophylla
- Calystegia malacophylla subsp. malacophylla
- Convolvulus malacophyllus Greene[3]